# Hermann Karsten (Theologe)
Hermann Rudolf Adolf Jacob Karsten (* 26. Mai 1801 in Rostock; † 20. März 1882 in Schwerin) war ein deutscher evangelisch-lutherischer Theologe und Gymnasiallehrer.

## Leben
Hermann Karsten (Nr. 7–11 der auf seinen Großvater fokussierenden Geschlechtszählung) war ein jüngerer Sohn des Ökonomen und Agrarwissenschaftlers an der Universität Rostock, Lorenz Karsten und dessen Frau, der Pastorentochter Lisette, geb. Engel (1757–1834). 
Er studierte ab 1820 Theologie an den Universitäten in Rostock und Berlin. Ab 1825 war er als Hilfsprediger in Parchim tätig. Von 1838 bis 1848 war er in Rostock Diakon an der Marienkirche und zugleich Religionslehrer an der Großen Stadtschule. 1848 wechselte er als Prediger nach Doberan und war dort zudem Superintendent der Diözese. Nach seiner Promotion zum Dr. theol. im Jahr 1849 wurde er 1850 Erster Prediger am Schweriner Dom und auch dort Superintendent, trat aber 1856 wieder von diesem Amt zurück, unter Beibehaltung des Titels. Weiterhin war er Vorsitzender der Prüfungskommission für das zweite theologische Examen und ab 1857 auch Anstaltsgeistlicher der Irrenanstalt Sachsenberg. Anlässlich seines 50-jährigen Amtsjubiläums erfolgte 1875 die Ernennung zum Konsistorialrat und die Verleihung des Ehrendoktors Dr. phil. h. c. durch die Universität Rostock. Zu Michaelis 1876 wurde Hermann Karsten emeritiert, behielt aber noch das Amt am Sachsenberg bis Mai 1880. Hermann Karsten verstarb 1882 in seinem 81. Lebensjahr in Schwerin.
Hermann Karsten war ab dem 18. November 1828 verheiratet mit Friederike (Eleonore Christiane), geb. Thoms(en) (1809–1855), der Tochter eines Gutspächters aus Voigtshagen bei Ribnitz und in zweiter Ehe ab dem 17. Oktober 1856 mit Auguste (Elisabeth Dorothee), geb. von Wrisberg (1817–1875), Tochter des Johann Friedrich von Wrisberg, Landdrost in Rehna. Aus erster Ehe hatte Karsten einen Sohn und drei Töchter, von denen eine bereits im frühen Kindesalter verstarb.
- Agnes (Charlotte Sophie Caroline) Karsten (Nr. 7–11–1; * 10. Oktober 1829; † 5. März 1913) ⚭ Carl (Friedrich Wilhelm) Heuck (1823–1895), Stadtrichter in Malchin[4]
- Adelaide Carolina Elisabeth Karsten (* 22. Februar 1831; † 4. Dezember 1834)[5]
- Lorenz (Wilhelm Philipp Eduard) Karsten (Nr. 7–11–2; * 2. April 1833; † 21. Juni 1907) ⚭ (Dorothea Ferdinandine Alice Sophie) Frieda Burmeister (1842–1926).[6]
- Auguste (Adelaide Margaretha Sophie) Karsten (Nr. 7–11–3; * 15. April 1835; † 24. Februar 1914) ⚭ August Wilhelm Daniel Ebeling (* 1828), Oberlehrer am Gymnasium Schwerin, später Gymnasialdirektor und Geheimer Regierungsrat in Hannover[7]

Der Mathematiker Wenceslaus Johann Gustav Karsten (1732–1787) und der Jurist und Zollbeamte Christian Heinrich Karsten (1742–1815) waren seine Onkel. Der Jurist und Gerichtsrat Jacob Karsten (1781–1866), der Metallurge Carl Karsten (1782–1853), der Jurist und spätere Rostocker Bürgermeister Detloff Karsten (1787–1879), der Theologe Heinrich Karsten (1792–1871) sowie der Jurist Friedrich Karsten (1795–1833) waren seine älteren Brüder.

## Schriften
- Lehrbuch der christlichen Religion für die oberen Klassen höherer Bildungsanstalten. (Stiller, Rostock u. Schwerin 1838)
- Die Kirche und das Symbol in ihrem innern Zusammenhange so wie in ihrem Verhältnisse zu Staat und Wissenschaft. (1842)
- Aufforderung des constitutionellen Vereines zu Rostock. (1848)
- Die protestantische Kirche und deren zeitgemäße Reorganisation. (1850)
- Darstellung des Wesens und der Eigenthümlichkeit der römisch-katholischen Kirche. (1860)